# Július Satinský
Július Satinský (ur. 20 sierpnia 1941 w Bratysławie, zm. 29 grudnia 2002 tamże) – słowacki aktor, komik, dramaturg, pisarz i autor książek dla dzieci.

## Życiorys
Urodził się podczas wojny, w Bratysławie. W 1966 roku ukończył dramaturgię na Wydziale Teatralnym Wyższej Szkoły Sztuk Scenicznych w Bratysławie. Od 1959 roku aż do śmierci współpracował z Milanem Lasicą – stworzyli własny teatr, który potem nazwali „Divadlo na Korze”. Zmarł w Bratysławie na raka okrężnicy, jego prochy są złożone na tamtejszym Ondrejskim cmentarzu.  

## Prace
- 1966 – Ktosi je za dverami
- 1966 – Večery pre dvoch
- 1967 – Nečakanie na Godota, súbor dramatických scénok a poviedok  (współautor: Milan Lasica)
- 1968 – Soirée (współautor: Milan Lasica)
- 1969 – Radostná správa
- 1970 – Lasica, Satinský a vy, knižný výber z predstavení  (współautor: Milan Lasica)
- 1971 – Ako vzniká sliepka  (współautor: Milan Lasica)
- 1979 – Náš priateľ René, divadelná hra (współautor: Milan Lasica)
- 1982 – Nikto nie je za dverami
- 1986 – Deň radosti, divadelná hra  (współautor: Milan Lasica)
- 1990 – Jubileum
- 1991 – Kam na to chodíme (współautorzy: Milan Lasica i Stanislav Štepka)
- 1994 – Už ani muk! alebo Karavána šteká, psi idú ďalej 2
- 1994 – Mně z toho trefí šlak!
- 1996 – Rozprávky uja Klobásu
- 2002 – Chlapci z Dunajskej ulice
- 2002 – Čučoriedkáreň
- 2003 – Čučoriedkáreň 2

## Filmografia
- 1969 – Sladké hry minulého léta jako Flamengo
- 1982 – Z tobą cieszy mnie świat jako Albert Horák
- 1983 – Serdeczne pozdrowienia z Ziemi  jako kosmita B
- 1983 – Trzech weteranów jako Król Pikola
- 1985 – Wsi moja sielska, anielska jako Pilot Štefan
- 1987 – Uciekajmy, nadchodzi! jako badacz
- 1997 – Orbis Pictus jako Drusa
- 2002 – Okrutne radości jako Starszy pan